# Frank Dünger
Frank Dünger (* 27. Oktober 1961 in Neumark; † 7. Oktober 2006) war ein deutscher Fußballspieler. Er bestritt in der DDR-Oberliga, der höchsten Spielklasse des DDR-Fußball-Verbandes 157 und in der 2. Bundesliga zehn Spiele.

## Sportliche Laufbahn

### Gemeinschafts-, Club- und Vereinsstationen
Frank Dünger begann seine Fußball-Laufbahn bei der TSG Blau-Weiß Reichenbach. 1975 wurde er in die Schülermannschaft der BSG Sachsenring Zwickau aufgenommen. Danach durchlief er alle Nachwuchsmannschaften bis zu den Junioren. In den Spielzeiten 1979/80, auch noch im U-18-Bereich spielberechtigt, bis 1981/82 gehörte Dünger offiziell zur Nachwuchsoberligamannschaft der BSG Sachsenring.
In der Saison 1981/82 bestritt er jedoch bereits seine ersten 14 Spiele in der DDR-Oberliga. Dabei profitierte er von den Ausfällen der Stammspieler Gerd Schellenberg und Joachim Schykowski. Seinen Einstand in der Oberliga gab Dünger am 14. Oktober 1981 im Spiel Hallescher FC – Sachsenring (1:0), in dem er als Libero aufgeboten wurde. Diese Position war danach fast während der gesamten Spielerlaufbahn seine Standardposition. Schon 1982/83 gehörte Dünger mit 23 Punktspieleinsätzen zur Stammelf der Sachsenring-Oberligamannschaft. Am 16. Oktober 1982 schoss er in der Partie 1. FC Union Berlin – Sachsenring (1:1) mit dem Ausgleichstreffer für seine Mannschaft sein erstes von später insgesamt drei DDR-Oberligatoren. Seine zweite Oberligasaison endete enttäuschend, denn Sachsenring Zwickau musste aus der Oberliga absteigen. Bis zu diesem Zeitpunkt hatte Dünger 37 Oberligaspiele absolviert.
Um weiter in der Oberliga spielen zu können, wechselte Dünger zur Saison 1983/84 zum Aufsteiger BSG Stahl Riesa. Seine Zeit in Riesa war jedoch von zahlreichen Ausfällen geprägt, in den ersten zwei Spielzeiten kam er lediglich auf 25 Oberligaeinsätze. Vom November 1985 bis Mai 1987 musste er seinen Militärdienst ableisten. Erst zur Saison 1987/88 etablierte er sich in Riesa mit 25 Oberligapunktspielen als Stammlibero. Am Saisonende ereilte ihn jedoch nach insgesamt 50 weiteren Erstligaspielen der zweite Abstieg seiner Oberligalaufbahn.
Daraufhin schloss sich Dünger zu Beginn der Saison 1988/89 dem Oberligisten FC Rot-Weiß Erfurt an. Dort gehörte er sofort zum Stammpersonal und bestritt bis zum Ende der DDR-Oberliga 1991 70 der insgesamt 78 ausgetragenen Oberligapunktspiele auf seiner gewohnten Position als Libero. Die Saison 1990/91 diente neben der Ermittlung des letzten DDR-Fußballmeisters auch zur Qualifikation für die 1. und 2. Bundesliga. Der FC Rot-Weiß erreichte Platz drei und damit die Spielberechtigung für die 2. Bundesliga. Mit der Zweitligasaison 1991/92 steuerte Dünger auf das Ende seiner hochleistungssportlichen Laufbahn hin. Er bestritt für die Erfurter nur noch zehn Punktspiele in unregelmäßigen Abständen, davon absolvierte er aber nur drei über die volle Spieldauer. In seinem letzten Zweitligaspiel für den FC Rot-Weiß am 30. November 1991 (FC Rot-Weiß – FC Carl Zeiss Jena) wurde er in der 39. Minute vom Platz gestellt. Die Erfurter konnten sich in der 2. Bundesliga nicht behaupten und mussten ab 1992/93 in der Amateur-Oberliga antreten. Dort war Dünger noch bis 1994 für den FC Rot-Weiß aktiv.
Zur Saison 1994/95 wechselte Dünger, inzwischen 32 Jahre alt, zum Amateur-Oberliga-Aufsteiger VFC Plauen. Nachdem er der Mannschaft 1996 zum Aufstieg in die Regionalliga verholfen hatte, schloss sich Dünger dem Landesligisten VfB Auerbach an und beendete schließlich beim FC Thüringen Weida in der Thüringenliga seine Laufbahn als Fußballspieler.

### Auswahleinsätze
In einer Zeit, in der die Junioren- und Jugendliga ausschließlich aus den Fußballclubs und der ihnen organisatorisch gleichgestellten SG Dynamo Dresden bestand, waren BSG-Akteure in den Auswahlmannschaften des DFV sehr rar gesät. In der Croy-BSG Sachsenring konnte sich Dünger aber durch sein Auftreten in der Nachwuchsoberliga für internationale Aufgaben anbieten. Ende 1979 gehörte er kurzzeitig zum Kader der DDR-Juniorennationalmannschaft. Für die ostdeutsche U-18 bestritt er am 16. November 1979 ein Länderspiel. In der Begegnung gegen Rumänien (1:1) in Lützkendorf wurde er als Libero eingesetzt.

## Weiterer Werdegang
Später war er für den Bezirksligisten 1. FC Wacker Plauen als Coach tätig, nachdem er in Weida schon als Spielertrainer agiert hatte. Am 7. Oktober 2006 erlag Frank Dünger einem Krebsleiden.